# Silene baccifera
Silene baccifera là loài thực vật có hoa thuộc họ Cẩm chướng. Loài này được (L.) Roth miêu tả khoa học đầu tiên năm 1788.